# Elisabeth Wehling
Pour les articles homonymes, voir Wehling.
Eva Elisabeth Wehling (née le 30 avril 1981 à Hambourg) est une linguiste allemande spécialisée en linguistique cognitive, auteure et consultante.

## Biographie
Wehling a grandi à Hambourg dans une famille sociale-démocrate avec ses parents Uta et Gerd Wehling,. Sous le mandat de Willy Brandt et Helmut Schmidt, son père était conseiller juridique du groupe parlementaire SPD et plus tard président du tribunal administratif de Hambourg (de).
Elle a obtenu une licence en sociologie, journalisme et linguistique à l'Université de Hambourg. Elle se concentrait sur la propagande à l'époque nazie et l'influence de l'argent et du pouvoir sur la couverture médiatique. Elle a effectué un semestre à l'étranger à l'Université La Sapienza de Rome et a suivi un cours de psychologie de la communication à l'Institut de communication Friedemann Schulz von Thun (de). À l'Université de Californie à Berkeley, elle a obtenu une maîtrise en linguistique et était en 2013 George Lakoff docteur de philosophie (Ph.D. en linguistique). Elle y a travaillé en tant que post-doctorante jusqu'en 2019 et en tant que chercheuse invitée depuis mai 2019.
Par son livre Politisches Framing publié en 2016, elle touche un large public et est régulièrement interviewée par les médias sur le thème de la communication politique et invitée à des talk-shows. Après la polémique sur leur manuel d'encadrement pour ARD au printemps 2019, sa présence publique a fortement chuté.
La revue scientifique Moral Cognition and Communication, qu'elle avait annoncée, n'a pas été publiée. En 2017 et 2018, elle a été membre du jury du Prix du reporter allemand (de),. En 2020, son article « The Great Communicator » sur Donald Trump, écrit pour le Süddeutsche Zeitung en 2019, a été présélectionné pour le prix Nannen dans la catégorie documentation.

## Berkeley International Framing Institute
Wehling travaille comme consultante indépendante pour la politique et les affaires et a utilisé la marque de la Berkeley International Framing Institute pour cela. Au cours du débat sur son manuel de cadrage pour ARD au printemps 2019, Wehling a été accusée d'avoir été induite en erreur car il n'y avait aucun lien avec l'Université de Californie à Berkeley et le site Web n'avait aucun avis juridique,. Wehling a répondu qu'elle n'utilisait que le Berkeley International Framing Institute comme marque et qu'il ne s'agissait pas d'un institut scientifique. Elle a voulu séparer son travail scientifique de son travail de conseil. Après la controverse entourant le manuel de cadrage, Wehling a rendu hors ligne le site Web.

## Publications
Depuis 2008, Wehling a publié des textes sur le cadrage dans un contexte politique et sur la façon dont la mise en place inévitable de cadres d'interprétation émotionnels sélectifs peut orienter un débat dans une certaine direction, mais peut aussi l'être de manière consciente. Selon ses propres déclarations, elle travaille pour la scène politique progressiste et les démocrates conservateurs après que des groupes de réflexion principalement conservateurs tels que la Heritage Foundation qui ont investi des millions dans le développement de cadres. Lors des élections, la plupart des gens fondent leur décision sur leur « intuition morale », qui est liée au fait que seulement 2 % des processus de pensée sont conscients.

### Tranquillement dans le cerveau(2008)
Dans l'ouvrage publié par Wehling et George Lakoff intitulé Le langage politique et son pouvoir secret, il est montré que 80 % de notre pensée est en réalité inconsciemment façonnée par des métaphores et des cadres d'interprétation, malgré notre conviction que nous sommes libres de décider. Nos pensées et nos sentiments peuvent donc être manipulés par des acteurs qui façonnent des métaphores et les présentent dans le domaine public, par exemple via les médias, afin d'évoquer une certaine idée de la réalité dans l'esprit des destinataires. Les structures de pensée des gens seraient modifiées et façonnées non seulement psychologiquement, mais aussi physiquement, plus précisément neurologiquement. Le parti républicain en particulier avait réussi à faire paraître ses objectifs politiques acceptables grâce à un cadrage réussi. Le cas le plus spectaculaire d'une métaphore politique réussie avec des effets dévastateurs est le terme « guerre contre le terrorisme ».
Dorothea Horst décrit l'approche de Wehling et George Lakoff comme fataliste, dans la mesure où ils considèrent tous deux la politique comme essentiellement irrationnelle, c'est pourquoi ils se sont également concentrés sur la théorie de l'étiquetage et la culture de l'image plutôt que sur le contenu rationnel. Dans cette optique, les auteurs ont recommandé aux démocrates de véhiculer une image différente d'eux-mêmes auprès de l'électorat, celle du "père attentionné" et des valeurs qui vont avec, en net contraste avec l'image du "père strict" associée au parti républicain. Fête. Dorothea Horst juge cette hypothèse d'un contrôle inconscient par manipulation comme empiriquement insuffisamment vérifiée.

### Le Petit Livre bleu(2012)
Dans la publication en anglais The Essential Guide to Thinking and Talking Democratic, Wehling et George Lakoff ont donné des conseils au Parti démocrate sur la façon dont ses représentants à l'élection présidentielle de 2012 pourraient représenter leurs propres positions plus clairement et plus efficacement afin qu'ils puissent faire face au Parti républicain. Le point de départ est l'opinion selon laquelle les électeurs ont choisi un parti sur la base de leur système de valeurs, et non sur la base de critères factuels. Par conséquent, une stratégie est présentée sur la manière dont le parti démocratique peut relier ses objectifs politiques aux convictions morales des électeurs à travers un cadrage politique dans les domaines électoraux de l'économie, des soins de santé, des questions relatives aux femmes, de l'énergie et de l'environnement, de l'éducation et de la nutrition. Deux des règles de communication sont (cf. p. 43) :
- Utilisez toujours votre propre langage, jamais celui de vos adversaires ! (« Utilisez votre propre langue ; n'utilisez jamais la langue de votre adversaire »),
- Soyez conscient de vos croyances, répétez-les encore et encore et avec une grande clarté ; Ne répétez jamais les croyances de vos adversaires, même si vous argumentez contre eux ! (« Soyez conscient de ce que vous croyez et répétez-le à voix haute encore et encore ; ne répétez jamais des idées auxquelles vous ne croyez pas, même si vous vous disputez contre elles. »)

La publication contient des commentaires louables de George Soros, Van Jones, Joan Blades et Robert Reich et a reçu des critiques positives dans le Wall Street Journal, entre autres.

### Cadrage politique(2016)
Son livre Political Framing, publié en 2016, a reçu une large couverture médiatique et a rencontré les éloges et les critiques des experts. Dans la première partie, Wehling présente les fondements des sciences cognitives de la théorie, qui ont été vérifiés expérimentalement. Le rôle du langage, les faits de cadrage et la fonction de la métaphore politique sont présentés en trois chapitres. Wehling explique des termes de base tels que la simulation cognitive et la métaphore conceptuelle. Dans la deuxième partie, de manière pratique, elle analyse les effets largement inconscients d'une sélection de cadres linguistiques-métaphoriques actuels de la rhétorique politique sur les destinataires, qui sont activés et stabilisés par des néologismes tels que le flux de réfugiés (de), les salaires minimums, le changement climatique ou les paradis fiscaux. Globalement, elle aborde les thèmes de la fiscalité, de l'État-providence, de la société, des prestations sociales, du travail, de l'avortement, de l'islam et du terrorisme, de l'immigration et de l'asile ainsi que de l'environnement, auxquels elle consacre un chapitre.
Anatol Stefanowitsch (de) souligne que les linguistes cognitifs n'aiment pas contribuer aux discussions publiques sur la langue lorsque la politique est impliquée, et mentionne Wehling comme une exception importante.

#### Critique
Dans sa critique de la Bibliographie annotée de science politique (de), Jan Achim Richter critique le fait que Wehling n'offre que quelques « sémantiques alternatives » aux termes problématiques car l'utilisation de cadres et de métaphores ne peut être évitée. L'ouvrage doit également être complété par un « regard critique sur les acquis de la recherche cognitive et une discussion sur la question générale de l'importance de l'influence de la sémantique par rapport à d'autres facteurs - tels que le contenu ou la personne - sur les décisions politiques des citoyens ». Dans sa critique sur social.net, le politologue Günter Rieger souligne l'importance du sujet et la mémorabilité des exemples, mais critique le fait que Wehling ne sélectionne toujours que des exemples qui lui conviennent et les interprète de manière unilatérale. Il attribue cela à la "compréhension trop réductionniste et mécaniste de la neurolinguistique" de Wehling. Rieger voit l'« astuce de cadrage » de Wehling dans la représentation elle-même : le cadre « science » est activé avec le terme neurolinguistique et la suppression du nom, « afin de faire apparaître des expériences, des exemples et des interprétations choisis de manière sélective comme des vérités généralement valables et des découvertes fondamentalement nouvelles ». Le philosophe Daniel-Pascal Zorn (de) souligne que ni Wehling ni Lakoff n'ont pu étayer leurs arguments de manière convaincante avec des résultats de recherches sur le cerveau qui ne disposent d'aucune donnée fiable sur le lien entre les processus cérébraux et la pensée discursive (ce qui est vécu comme une pensée et peut être analysé logiquement).

## Manuel de cadrage pour ARD
À partir de 2017, Wehling a créé un manuel de cadrage interne pour le compte d'ARD dans le cadre d'ateliers, qui a été publié sur netzpolitik.org (de) en février 2019 et a généré une grande couverture médiatique. Son objectif a été vu sur netzpolitik.org (de) dans le conseil sur « comment communiquer les avantages de la radiodiffusion de service public grâce à la connaissance de la théorie du cadrage ».
Claudia Schwartz (de) a dénoncé dans la Neue Zürcher Zeitung que le manuel ne sert pas à faire de meilleurs journalistes les employés d'ARD, « mais à se manipuler un peu et à vendre les sujets à votre public d'autant plus efficacement ». Selon Matthias Heine von der Welt, le manuel est un avis d'expert sur « la façon dont on peut utiliser le cadrage pour inciter les Allemands à considérer les frais de la GEZ comme une aide à la construction d'un grand projet de bien-être commun ». Heine déclare que Wehling et ARD confirment involontairement la « paranoïa populiste de droite du "novlangue" » et que Wehling, au lieu de discuter avec des faits et de l'objectivité, utiliserait maintenant les mêmes moyens qu'il avait diabolisés auparavant. Selon Jan Schnellenbach, ARD a demandé « des instructions pour le manuel, qui sont destinées à aider à manipuler le public en choisissant certaines images linguistiques ».
Selon ARD, les coûts de création du manuel et des ateliers d'accompagnement s'élèvent à 90 000 €. Et 30 000 € supplémentaires ont été payés pour des ateliers de suivi au cours desquels Wehling a enseigné aux employés d'ARD son contenu. La commande du manuel a été passée en 2017 par la direction de l'ARD fournie par le Mitteldeutscher Rundfunk,.

## Publications

### Livres
- (de) Elisabeth Wehling, Politisches Framing. Wie eine Nation sich ihr Denken einredet – und daraus Politik macht, Köln, Herbert von Halem Verlag, 2016 (ISBN 978-3-86962-208-8)

### En tant que co-auteur
- (de) Elisabeth Wehling et George Lakoff, Auf leisen Sohlen ins Gehirn. Politische Sprache und ihre heimliche Macht, Heidelberg, Carl-Auer-Verlag, 2016 (ISBN 978-3-8497-0141-3)
- (de) Elisabeth Wehling et George Lakoff, The Little Blue Book – The Essential Guide to Thinking and Talking Democratic, New York, Free Press, 2012 (ISBN 978-1-4767-0001-4)
- (de) Elisabeth Wehling et Carsten Brosda (de), Sprache. Macht. Denken – Politische Diskurse verstehen und führen, Frankfurt am Main, Campus-Verlag, 2014 (ISBN 978-3-593-50072-0)

### Autres (sélection)
- (de) Elisabeth Wehling, Politische Kommunikation, die ankommt. Eine neurolinguistische Analyse des EU-Wahlkampfes, Berlin, Friedrich-Ebert-Stiftung, Internationale Politikanalyse, 2009, 8 p. (ISBN 978-3-86872-209-3, lire en ligne)
- (de) Elisabeth Wehling, Der gedankliche Abbau sozialdemokratischer Werte. Zur Sprache der Sozialpolitik in Großbritannien, Italien, Österreich und Deutschland, Berlin, Friedrich-Ebert-Stiftung, Internationale Politikanalyse, 2011, 12 p. (ISBN 978-3-86872-787-6)
- (en) Elisabeth Wehling, A Nation Under Joint Custody: How Conflicting Family Models Divide US Politics, Berkeley, University of California, 2013, 156 p. (lire en ligne)